# Finnpilot Pilotage

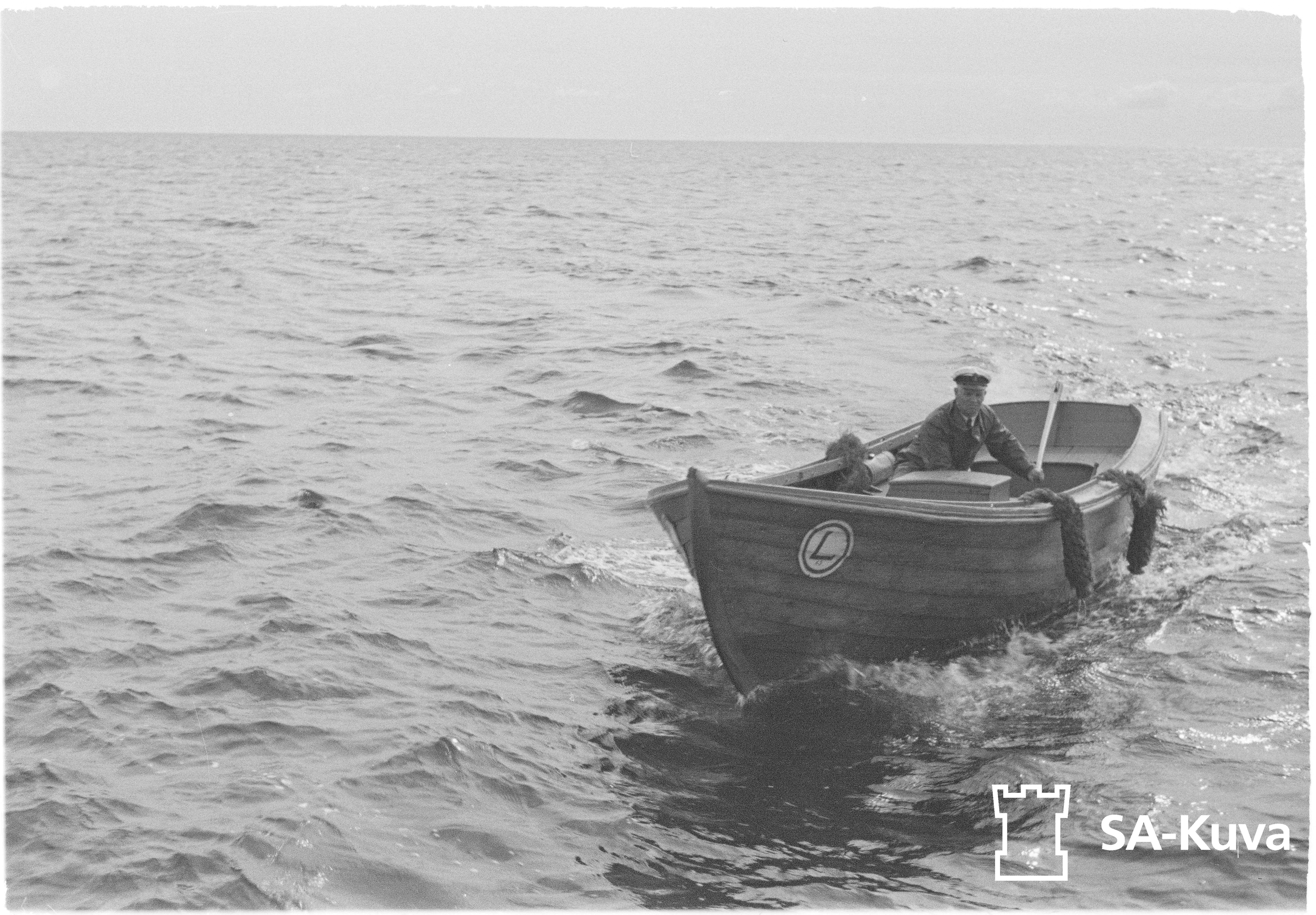
Lotsbåt med lots utanför Åland 1942.

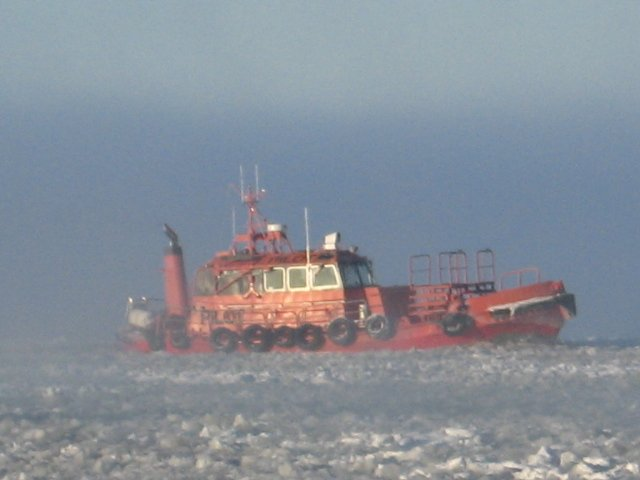
Modern lotskutter utanför Kemi vintertid.

Finnpilot Pilotage Ab, ofta enbart benämnt som Finnpilot, är ett finländskt statligt aktiebolag som ansvarar för lotstjänster inom Finlands territorialvatten och på Saimen. Bolaget har sitt ursprung i finska Sjöfartsverket, som 2004 spjälktes upp. I samband med detta överfördes lotsningsuppdraget till Lotsningsverket Finnpilot, som 2011 bolagiserades och bytte namn till nuvarande Finnpilot Pilotage.

## Historik
Den första bevarade källan rörande lotsning i Finland är ett dokument gällande grundandet av Lotsverket från 1696. I detta föreskrivs att alla lotsar har en skyldighet att på den egna hemorten hålla en båt med dugliga segel och annan nödvändig utrustning. Det var först i slutet av 1800-talet som Lots- och fyrverket började köpa in egna båtar för lotsning, och i praktiken levde lotsarnas skyldighet att köpa och rusta sina egna lotsbåtar kvar ända på början av 1900-talet. De första köpta lotsbåtarna byggdes lokalt, men 1898 köpte Pitkäpaasi lotsstation utanför Viborg en segellotskutter ritad av Colin Archer från ett skeppsvarv i norska Larvik. Den nya båten, som döptes till Pitkäpaasi efter lotstationen, kom att revolutionera tänkandet kring lotsbåtar i Finland, och hade stort inflytande på den fortsatta utvecklingen av utrustningen. Pitkäpaasi var i tjänst till 1929, och är numera museibåt i Finlands sjöhistoriska museums samlingar.
År 1912 beslöts som ett led i förryskningen att finska lotsväsendet skulle underordnas det ryska marinministeriet. I en omfattande protestaktion, känd under det något missvisande namnet Lotsstrejken, sade över hälften av Finlands lotsar upp sig i protest mot beslutet.
I samband med Finlands självständighet reformerades Lots- och fyrverket 1918, och bytte namn till Sjöfartsverket. Sjöfartsverket ansvarade sedan för lotsnigsuppdraget fram till början på 2000-talet. Med början 2003 spjälktes sedan Sjöfartsverket upp i ett antal olika avdelningar och statliga bolag, och 2004 överfördes lotsningstjänsterna till det statliga Lotsningsverket Finnpilot, innan Sjöfartsverket slutligen 2010 lades ner. 2011 ombildades sedan Lotsningsverket Finnpilot till ett aktiebolag, som fick namnet Finnpilot Pilotage Ab.

## Finnpilot idag
I dagens läge (2013) har Finnpilot monopol på lotsningstjänster i finska vatten, något som inte är helt okontroversiellt. Under 2012 utfördes sammanlagt 27 091 lotsningsuppdrag, vilket innebar en körsträcka på 509 700 sjömil för bolagets lotsbåtar.

### Utrustning och organisation
Företaget opererar 63 lotsbåtar (2011), fördelade på 30 snabba lotsbåtar och 33 lotskuttrar. Snabba lotsbåtar används vid öppet vatten, medan de mer traditionella kuttrarna också kan användas under den tid som havet är isbelagt. De senaste snabba lotsbåtarna är av Pilot 1500-klassen, det vill säga samma modell som svenska Sjöfartsverket tecknade en beställning på 2013. Dessutom används bland annat hydrokoptrar av modellen ArcticAnt.
Finnpilots personal och lotsbåtar är baserade på 11 lotstationer och 13 sidostationer runt om i landet. Lotstationerna är, börjandes från den svenska gränsen:
- Bottenvikens lotsstation (Brahestad)
- Karleby lotsstation
- Vasa lotsstation
- Raumo lotsstation
- Åbo lotsstation
- Mariehamn lotsstation
- Hangö lotsstation
- Helsingfors lotsstation
- Kotka lotsstation
- Villmanstrand lotsstation
- Nyslott lotsstation (lotsning på Saima kanal)